# Eurya glaberrima
Eurya glaberrima là một loài thực vật có hoa trong họ Pentaphylacaceae. Loài này được Hayata mô tả khoa học đầu tiên năm 1919.